# Cis-regulativa element
Cis-regulativa element är DNA-kod med transkriptionsreglerande funktion, som enhancersekvenser samt insulatorsekvenser. Dessa kan vara proximala, det vill säga nära promotorsekvensen, eller distala, det vill säga längre bort på DNA:t. Cis-regulativa element står i motsats till de trans-agerande faktorerna, som är lösliga faktorer som påverkar transkriptionen genom att binda till de cis-regulativa elementen.